# Diego Simeone
Diego Simeone vagy
Diego Pablo Simeone (Buenos Aires, 1970. április 28. –) argentin labdarúgó, középpályás, edző. A harmadik legtöbb válogatottsággal rendelkezik Argentínában. 2011-től a spanyol Atlético Madrid vezetőedzője.
Amikor Simeone 14 éves volt, az ifjúsági edzője, Victorio Spinetto a Cholo becenevet adta neki, mivel az energikus játéka emlékeztette őt egy korábbi argentin válogatott és Boca Juniors-játékosra, Carmelo Simeone-ra.

## Játékos karrierje

### Klubcsapatokban
A játékos pályafutását 1987-ben kezdte Argentínában a Vélez Sarsfield csapatában ahol komolyabb sikereket nem ért el, viszont megbízható játékának köszönhetően bemutatkozhatott az argentin nemzeti válogatottban. Ezután 1990-ben Európába igazolt, méghozzá az akkor olasz első ligás Pisa csapatához, ahol két szezont húzott le, majd Spanyolország felé vette az irányt a Sevilla csapatához szerződött. Itt is két szezont töltött és játékával felhívta magára az Atlético Madrid vezetőinek figyelmét, akik akkoriban nagy csapat építésébe kezdtek, így Simeone nagy reményekkel érkezett a Vicente Calderón-ba. Nem okozott csalódást a szurkolóknak és óriási szerepet vállalt a klub legutóbbi sikerkorszakában, ennek köszönhetően a Manzanares partján máig Istenként tisztelik Simeonét. Az Atlético története során először duplázott miután megnyerte a La Ligát és a Copa del Rey-t is. A csapat azonban többre nem volt képes, így Simeone 1997 nyarán hat millió euróért az Internazionaléhoz igazolt Milánóba, ahol szintén alapembernek számított és jelentős részt vállalt a lombard klub 1998-as UEFA-kupa győzelmében. 1999-ben azonban tovább állt és az akkor szintén nagy álmokat szövögető KEK-győztes Lazio csapatához igazolt, ahol négy szezont húzott le és 2000-ben egyeduralkodók voltak Olaszországban, miután megnyerték a bajnokságot, kupát és a szuperkupát is. 2003-ban 33 évesen visszatért Spanyolországba korábbi sikerei színhelyére az Atlético Madridhoz. Másfél szezon után 2005 januárjában megegyezett a klub vezetőivel és hazatérhetett Argentínába a Racing Clubhoz levezetni, itt egy szezont vállalt még, végül 2006. február 17-én szögre akasztotta a stoplist és ő lett a csapat edzője.

### A válogatottban
Az argentin válogatottban Simeone 106-szor szerepelt, először 1988-ban. Részt vett a válogatottal három világbajnokságon (1994, 1998, 2002). Középpályásként Simeone 11-szer volt eredményes a nemzeti csapatban. A válogatottal nem tudott olyan sikeres lenni, mint klub szinten, az áhított vb győzelem nem jöhetett össze neki, azonban nyert két Copa América-t (1991 Chile, 1993 Ecuador) és az 1996-os atlantai olimpiáról egy ezüsttel tért haza a válogatottal.
Az 1998-as vb során David Beckhamet kiállították a Diego Simeonéval szemben elkövetett törlesztésért. Simeone később elismerte, hogy ez a rúgás okozta azt a sérülést, amivel a következő hollandok elleni meccsen végig küszködött. A 2002-es távol-keleti vb jelentette Simeone utolsó világbajnokságát ahol Argentína korán, már a csoportmérkőzések végezetével távozott a viadalról.
Néha félelmet keltő alak volt a pályán, (az argentin sajtó gyakran jellemezte úgy, mint aki „egy kést hord a fogai közt”) aki rengeteg alázattal bírt a játék iránt és később ő adta át Oscar Ruggeri argentin válogatottsági csúcsát a múltnak (azóta Roberto Ayala és Javier Zanetti is megelőzte).

## Edzői karrierje
Simeone játékos pályafutását az argentin Racing Club tagjaként fejezte be, az utolsó mérkőzését 2006. február 17-én játszotta és utána ő lett a csapat edzője. Egy viharos kezdet után a csapat egy lenyűgöző befejezést produkált a 2006-os Clausurá-ban. Ennek ellenére, miután tulajdonos váltás következett be a csapatnál és így 2006 májusában Simeone-t Reinaldo Merlo váltotta a Racing Club vezetőedzői posztján.
Május 18-án ő lett az Estudiantes de La Plata vezetőedzője és 23 év után bajnoki címnek örülhettek miután az utolsó fordulóban 2-1-re legyőzték a Boca Juniors-t. 2006. december 13-án. 2006 októberében az Ole sportnapilap szavazásán Simeone lett az év argentin edzője. A korábbi válogatott Roberto Perfumo szerint egy "született edző" Diego Simeone. 2011-ben rövid ideig volt a Catania edzője, majd december 23-án kinevezték az Atlético Madrid élére. A szerződése eredetileg 2013-ig szólt.
2011-12
Első (fél)szezonjában megnyerte csapatával az Európa-ligát, 3-0-ra legyőzve a baszk Athletic Bilbao csapatát a bukaresti döntőben.
2012-13
A szezon elején az Atleti magabiztosan nyerte meg az Európai Szuperkupát, három gólos különbséggel legyőzve a Chelsea-t. A bajnokságban a harmadik helyen végzett az együttes, a kupában viszont győzedelmeskedett - a Real Madridot sikerült felülmúlni 2-1-re.
2013-14
Simeone talán legsikeresebb szezonja volt ez a matracosoknál. A csapat a bajnokság felénél már vezette a táblázatot, az utolsó, harmincnyolcadik fordulóban pedig egy döntetlen már elég volt ahhoz, hogy 1996 óta először elhódítsák a La Liga trófeáját. A Barcelona ellen vívott bajnoki döntő döntetlennel zárult, így a szezon végén az Atleti örülhetett, amely összesen 90 egységet gyűjtött a pontvadászatban. Mindemellett a BL döntőbe is sikerült bejutni, többek között kiejtve az AC Milant és a Chelsea-t is. A döntőben a Real Madrid volt az ellenfél, és ugyan sokáig úgy nézett ki, hogy a matracosoknak meglesz a győzelem, a királyi gárda az utolsó percekben egyenlített, a hosszabbításban pedig már a maga javára fordította a találkozót.
2014-15
Az Atletico a nyáron kénytelen volt megújulni, ugyanis a Chelsea három kulcsjátékosukat - Thibaut Courtois, Filipe Luís, Diego Costa - is megvette. Az új arcok - Mario Mandžukić, Jan Oblak, Antoine Griezmann - sikeresen beilleszkedtek, a szezont rögtön egy Spanyol Szuperkupa győzelemmel kezdte a csapat. A bajnokságban viszont nem sikerült a címvédés, a harmadik helyen végeztek a matracosok, a BL-ben pedig a Real Madrid jelentette a végállomást a negyeddöntőben.  
2015-16
Hiába szerzett 88 pontot Simeone csapata a bajnokságban, ez végül csak egy harmadik helyre volt elég, a BL-ben viszont ismét sikerült eljutni a döntőig, többek között a címvédő Barcelonát és a Guardiola vezette Bayernt is kiejtve. A döntőben aztán 1-1-es rendes játékidőt és hosszabbítást követően ezúttal is a Real Madrid diadalmaskodott, 5-4-re megnyerve a tizenegyespárbajt.
2016-17
A bajnokságban újabb bronzérem következett, a BL-ben pedig az elődöntő volt a végállomás, ahol is a Real Madrid bizonyult jobbnak. Zsinórban ez volt a negyedik szezon, mikor a városi rivális vetett véget a matracosok és Simeone BL-ről szőtt álmainak.
2017-18
Az Atletico javított a bajnoki szereplésén és ezúttal a második helyen végzett, megelőzve a városi rivális Real Madridot. A BL-ben nem sikerült továbbjutni egy nagyon erős csoportból, azonban az Európa Ligában összejött a végső diadal, igaz, az sem volt könnyű - a Sportingot, az Arsenalt és a Marseille-t is felül kellett múlni a trófea megszerzéséért.
2018-19
A szezont egy Európai Szuperkupa győzelemmel indította a csapat - ezúttal sikerült felül kerekedni a Real Madridon. A bajnokságban ugyanez volt a helyzet, a matracosok a második helyen végeztek, újfent megelőzve a városi riválist. A BL-ben sikerült továbbjutni a csoportkörből és a nyolcaddöntőben hiába nyerte meg Simeone csapata a hazai mérkőzését 2-0-ra a Juventus ellen, a visszavágón az olasz együttes diadalmaskodott 3-0-ra.

## Család
Fia, Giovanni Simeone szintén labdarúgó, és az olasz S.S.C. Napoli játékosa.

## Sikerei, díjai

### Játékosként

#### Klub
- Atlético Madrid
  - Spanyol bajnok: 1995–96
  - Spanyol kupa: 1995–96
- Internazionale
  - UEFA-kupa: 1997–98
- SS Lazio
  - Olasz bajnok: 1999–2000
  - Olasz kupa: 1999–2000
  - Olasz szuperkupa: 2000
  - UEFA-szuperkupa: 1999

#### Válogatott
- Argentína
  - Konföderációs kupa: 1992
  - Copa América: 1991, 1993
  - Olimpiai ezüstérmes: 1996

### Edzőként
- Estudiantes
  - Argentin bajnok: Torneo Apertura 2006
- River Plate
  - Argentin bajnok: Torneo Clausura 2008
- Atlético Madrid
  - Spanyol bajnok: 2013–14, 2020–21
  - Spanyol bajnoki második helyezett: 2017–18
  - Spanyol kupa: 2012–13
  - Spanyol szuperkupa: 2014
  - Európa-liga (2): 2011–12, 2017–18
  - UEFA-szuperkupa (2): 2012, 2018
  - UEFA-bajnokok ligája döntős: 2013–14, 2015–16

## Játékos statisztikái

### Klub
| Klub             | Klub             | Klub             | Liga            | Liga  | Kupa            | Kupa          | Szuperkupa          | Szuperkupa          | Nemzetközi      | Nemzetközi   | Összesen        | Összesen |
| Szezon           | Klub             | Bajnokság        | Pályára lépések | Gólok | Pályára lépések | Gólok         | Pályára lépések     | Gólok               | Pályára lépések | Gólok        | Pályára lépések | Gólok    |
| Argentína        | Argentína        | Argentína        | Liga            | Liga  | Argentin Kupa   | Argentin Kupa | Argentin Szuperkupa | Argentin Szuperkupa | Dél-amerikai    | Dél-amerikai | Összesen        | Összesen |
| ---------------- | ---------------- | ---------------- | --------------- | ----- | --------------- | ------------- | ------------------- | ------------------- | --------------- | ------------ | --------------- | -------- |
| 1987–1988        | Vélez Sársfield  | Primera División | 28              | 4     |                 |               |                     |                     |                 |              |                 |          |
| 1988–1989        | Vélez Sársfield  | Primera División | 16              | 2     |                 |               |                     |                     |                 |              |                 |          |
| 1989–1990        | Vélez Sársfield  | Primera División | 32              | 8     |                 |               |                     |                     |                 |              |                 |          |
| Olasz            | Olasz            | Olasz            | Liga            | Liga  | Olasz Kupa      | Olasz Kupa    | Olasz szuperkupa    | Olasz szuperkupa    | Európai         | Európai      | Összesen        | Összesen |
| 1990–1991        | Pisa             | Serie A          | 31              | 4     | 1               | 0             | —                   | —                   | —               | —            | 32              | 4        |
| 1991–1992        | Pisa             | Serie B          | 24              | 2     | 1               | 0             | —                   | —                   | —               | —            | 25              | 2        |
| Spanyolország    | Spanyolország    | Spanyolország    | Liga            | Liga  | Copa del Rey    | Copa del Rey  | Supercopa de España | Supercopa de España | Európai         | Európai      | Összesen        | Összesen |
| 1992–1993        | Sevilla          | La Liga          | 33              | 4     | 0               | 0             | —                   | —                   | —               | —            | 33              | 4        |
| 1993–1994        | Sevilla          | La Liga          | 31              | 8     | 0               | 0             | —                   | —                   | —               | —            | 31              | 8        |
| 1994–1895        | Atlético Madrid  | La Liga          | 29              | 6     | 8               | 2             | —                   | —                   | —               | —            | 37              | 8        |
| 1995–1996        | Atlético Madrid  | La Liga          | 37              | 12    | 8               | 0             | —                   | —                   | —               | —            | 45              | 12       |
| 1996–1997        | Atlético Madrid  | La Liga          | 32              | 3     | 3               | 0             | 2                   | 0                   | 7               | 4            | 44              | 7        |
| Olasz            | Olasz            | Olasz            | Liga            | Liga  | Olasz Kupa      | Olasz Kupa    | Olasz szuperkupa    | Olasz szuperkupa    | Európai         | Európai      | Összesen        | Összesen |
| 1997–1998        | Internazionale   | Serie A          | 30              | 6     | 2               | 0             | —                   | —                   | 9               | 1            | 41              | 7        |
| 1998–1999        | Internazionale   | Serie A          | 27              | 5     | 7               | 0             | —                   | —                   | 9               | 2            | 43              | 7        |
| 1999–2000        | Lazio            | Serie A          | 28              | 5     | 7               | 2             | —                   | —                   | 12              | 0            | 47              | 7        |
| 2000–2001        | Lazio            | Serie A          | 30              | 2     | 2               | 0             | 1                   | 0                   | 8               | 1            | 41              | 3        |
| 2001–2002        | Lazio            | Serie A          | 8               | 1     | 0               | 0             | —                   | —                   | 5               | 0            | 13              | 1        |
| 2002–2003        | Lazio            | Serie A          | 24              | 7     | 3               | 0             | —                   | —                   | 7               | 0            | 34              | 7        |
| Spanyolország    | Spanyolország    | Spanyolország    | Liga            | Liga  | Copa del Rey    | Copa del Rey  | Supercopa de España | Supercopa de España | Európai         | Európai      | Összesen        | Összesen |
| 2003–2004        | Atlético Madrid  | La Liga          | 28              | 2     | 4               | 0             | —                   | —                   | —               | —            | 32              | 2        |
| 2004–2005        | Atlético Madrid  | La Liga          | 8               | 0     | 1               | 0             | —                   | —                   | 6               | 1            | 15              | 1        |
| Argentína        | Argentína        | Argentína        | Liga            | Liga  | Argentin kupa   | Argentin kupa | Argentin szuperkupa | Argentin szuperkupa | Dél-amerika     | Dél-amerika  | Összesen        | Összesen |
| 2004–2005        | Racing           | Primera División | 17              | 2     |                 |               |                     |                     |                 |              |                 |          |
| 2005–2006        | Racing           | Primera División | 20              | 1     |                 |               |                     |                     |                 |              |                 |          |
| Összesen         | Argentína        | Argentína        | 113             | 20    |                 |               |                     |                     |                 |              |                 |          |
| Összesen         | Olaszország      | Olaszország      | 202             | 32    |                 |               |                     |                     |                 |              |                 |          |
| Összesen         | Spanyolország    | Spanyolország    | 198             | 35    |                 |               |                     |                     |                 |              |                 |          |
| Karrier összesen | Karrier összesen | Karrier összesen | 513             | 84    |                 |               |                     |                     |                 |              |                 |          |

### A válogatottban
| Argentína | Argentína       | Argentína |
| Év        | Pályára lépések | Gólok     |
| --------- | --------------- | --------- |
| 1988      | 2               | 1         |
| 1989      | 3               | 0         |
| 1990      | 1               | 0         |
| 1991      | 9               | 2         |
| 1992      | 3               | 1         |
| 1993      | 13              | 1         |
| 1994      | 10              | 0         |
| 1995      | 8               | 2         |
| 1996      | 6               | 2         |
| 1997      | 9               | 1         |
| 1998      | 12              | 0         |
| 1999      | 11              | 1         |
| 2000      | 11              | 0         |
| 2001      | 6               | 0         |
| 2002      | 2               | 0         |
| összesen  | 106             | 11        |

### Góljai a válogatottban
| 1  | 1988. július 16.  | Canberra, Ausztrália     | Szaúd-Arábia  | 2 – 0 | Barátságos mérkőzés              |
| 2  | 1991. július 12.  | Concepción, Chile        | Paraguay      | 4 – 1 | 1991-es Copa América             |
| 3  | 1991. július 21.  | Santiago, Chile          | Kolumbia      | 2 – 1 | 1991-es Copa América             |
| 4  | 1992. október 20. | Rijád, Szaúd-Arábia      | Szaúd-Arábia  | 3 – 1 | Barátságos mérkőzés              |
| 5  | 1993. június 23.  | Guayaquil, Ecuador       | Kolumbia      | 1 – 1 | 1993-as Copa América             |
| 6  | 1995. június 22.  | Mendoza, Argentína       | Szlovákia     | 6 – 0 | Barátságos mérkőzés              |
| 7  | 1995. július 11.  | Paysandú, Uruguay        | Chile         | 4 – 0 | 1995-ös Copa América             |
| 8  | 1996. június 20.  | Tucumán, Argentína       | Lengyelország | 2 – 0 | Barátságos mérkőzés              |
| 9  | 1996. október 9.  | San Cristóbal, Venezuela | Skócia        | 5 – 1 | 1998-as világbajnokság-selejtező |
| 10 | 1997. június 8.   | Buenos Aires,Argentína   | Peru          | 2 – 0 | 1998-as világbajnokság-selejtező |
| 11 | 1999. július 1.   | Luque,Argentína          | Ecuador       | 3 – 1 | 1999-es Copa América             |

## Edzői statisztika
2022. április 30-án lett frissítve.
| Racing Club             | ARG      | 2006. február 18.  | 2006. május 4.     | 14  | 5   | 3   | 6   | 35.71 |
| Estudiantes de La Plata | ARG      | 2006. május 18.    | 2007. december 3.  | 60  | 34  | 15  | 11  | 56.67 |
| River Plate             | ARG      | 2007. december 15. | 2008. november 7.  | 44  | 20  | 12  | 12  | 45.45 |
| San Lorenzo             | ARG      | 2009. április 15.  | 2010. április 3.   | 48  | 21  | 9   | 18  | 43.75 |
| Catania                 | ITA      | 2011. január 19.   | 2011. június 1.    | 18  | 7   | 3   | 8   | 38.89 |
| Racing Club             | ARG      | 2011. június 21.   | 2011. december 23. | 20  | 8   | 10  | 2   | 40    |
| Atlético Madrid         | ESP      | 2011. december 23. | jelenlegi          | 574 | 338 | 134 | 102 | 58.89 |
| összesen                | összesen | összesen           | összesen           | 781 | 434 | 187 | 160 | 55.57 |